# Deerhoof
Deerhoof — американский музыкальный коллектив, образовавшийся в 1994 году в Сан-Франциско, Калифорния, и исполняющий экспериментальный арт/нойз-рок. Из 11 студийных альбомов группы 3 входили в Billboard 200.

## История группы
Deerhoof образовали в 1994 году гитарист Роб Фиск (Rob Fisk) и барабанщик/клавишник Грег Сонье (Greg Saunier); ранние релизы группы — в частности, синглы «Return of the Woods M’Lady» и «For Those of Us on Foot», — были выдержаны в характерном для No Wave жёстком формате, хоть и содержали уже намеки на эксперименты, воспреобладавшие в последующих работах. Сингл «Deerhoof» (1996) был записан с бас-гитаристкой и певицей Сатоми Мацузаки (Satomi Matsuzaki), которая закрепилась в составе и стала его основной вокалисткой.

## Дискография

### Альбомы
- The Man, the King, the Girl (1997)
- Holdypaws (1999)
- Halfbird (2001)
- Reveille (2002)
- Apple O’ (2003)
- Milk Man (2004)
- Green Cosmos (2005)
- The Runners Four (2005)
- Friend Opportunity (2007)
- Offend Maggie (2008)
- Deerhoof vs. Evil (2011)
- Breakup Song (2012)
- La Isla Bonita (2014)
- The Magic (2016)
- Mountain Moves (2017)
- Future Teenage Cave Artists (2020)